# Nidhogg
Nidhogg — это двухпользовательская инди-игра в жанре сайд-скроллер и файтинг, разработанная и изданная Messhof. Игроки должны сражаться на мечах в пиксельной среде. Изначально игра была разработана для демонстрации на ежегодном «многопользовательском шоу» в игровом центре Нью-Йоркского Университета. Затем, игра дорабатывалась в течение следующих четырёх лет и демонстрировалась на частных мероприятиях. Она получила награду в категории «игровой дизайн» на мероприятии Indiecade в 2013 году и награду Nuovo на фестивале независимых игр в 2011 году. Nidhogg была выпущена для Microsoft Windows 13 января 2014 года и позже портирована на платформы OS X, PlayStation 4 и PlayStation Vita . Критики хвалили игру за её игровой процесс и проработанный баланс, но подвергли критике однопользовательский режим, назвав его неудовлетворительным. Messhof выпустила продолжение в 2017 году с улучшенным художественным стилем, дополнительным оружием и новыми аренами.

## Игровой процесс

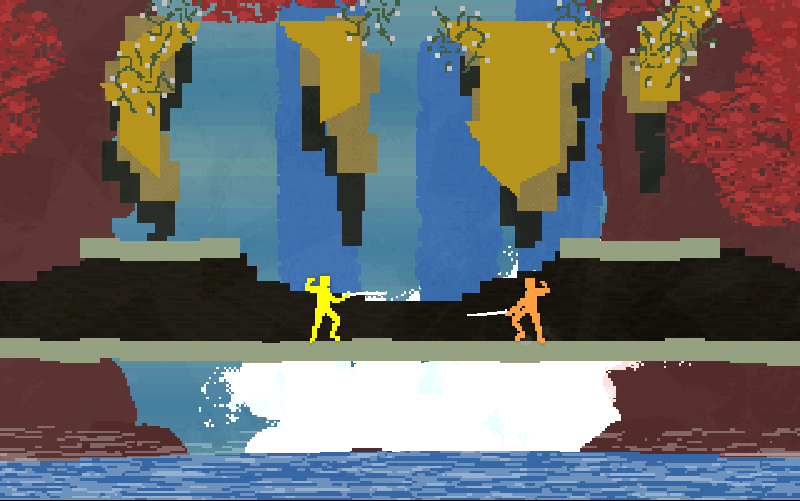
Скриншот игрового процесса

Анимированный скриншот

Nidhogg — это динамичная дуэльная игра, в которой два игрока сражаются между собой в двумерной среде. Игроки могут бегать, прыгать, скользить, метать мечи и драться. Меч игрока-персонажа можно держать в трёх разных позициях: низкой, средней и высокой. Изменение положения меча, чтобы ударить по мечу противника может обезоружить его. Игроки также могут прыгать, пикировать ногами, бегать по стенам, взбираться по уступам и ползать. Основная цель игрока сводится к тому, чтобы добраться до конца локации, заставляя отступать противника. После убийства противника, игроку даётся несколько секунд до возрождения, чтобы дальше вперёд переместиться по локации. Побеждает тот, кому удаётся добежать до конца локации на стороне противника, затем его съедает мифологический скандинавский змей Нидхёгг. В игре имеется четыре разных уровня, а также режимы одиночной игры, локальной многопользовательской игры и сетевого режима для двух игроков. Nidhogg также предоставляет режим турнира и разные стили игры, например сражение бумерангами. Управление осуществляется с помощью клавиатуры, художественный стиль игры выполнен в пиксельной графике игр из 1980-х годов с простой графикой и яркой цветовой палитрой.

## Разработка
Разработкой игры занимался независимый разработчик Марк Эссен, известный под псевдонимом Messhof в течение четырёх лет, в свою очередь он вдохновлялся файтингом 1984 года Great Swordsman . Игра создавалась на движке GameMaker Studio. Её прототип был создан для первого ежегодного многопользовательского шоу No Quarter в Игровом центре Нью-Йоркского университета и впервые продемонстрирован в апреле 2010 года под названием Raging Hadron. Messhof решил доработать игру и официально выпустить её. Проект также был переименован в Nidhogg, в честь Нидхёгга, мифологического скандинавского змея, который появляется в игре. Messhof также занимался программированием игры, при этом он совмещал разработку с прочими внештатными и личными проектами, аспирантурой и преподавательской деятельностью в Университете Южной Калифорнии. Разработка игры шла крайне медленно, пока к проекту не присоединилась Кристина «Кристи» Нориндр. Она помогла Эссену основать Messhof LLC, юридически зарегистрированную инди-студию. Кристина стала соучредительницей студии и взяла на себя обязанность продюсера и вела поиски композитора, готового создать музыкальные композиции к игре. Так, к команде присоединился Daedelus, он разработал процедурные элементы, запускающие определённые музыкальные дорожки в зависимости от окружения и действий игрока. Messhof описал мелодии, как стремление усилить атмосферность игрового процесса и держать игру в постоянном напряжении. Messhof также попросил музыканта помочь в разработке самой игры, в частности доработать сетевой код игры, который он считал «совершенно необходимым» для игры жанра киберспорта

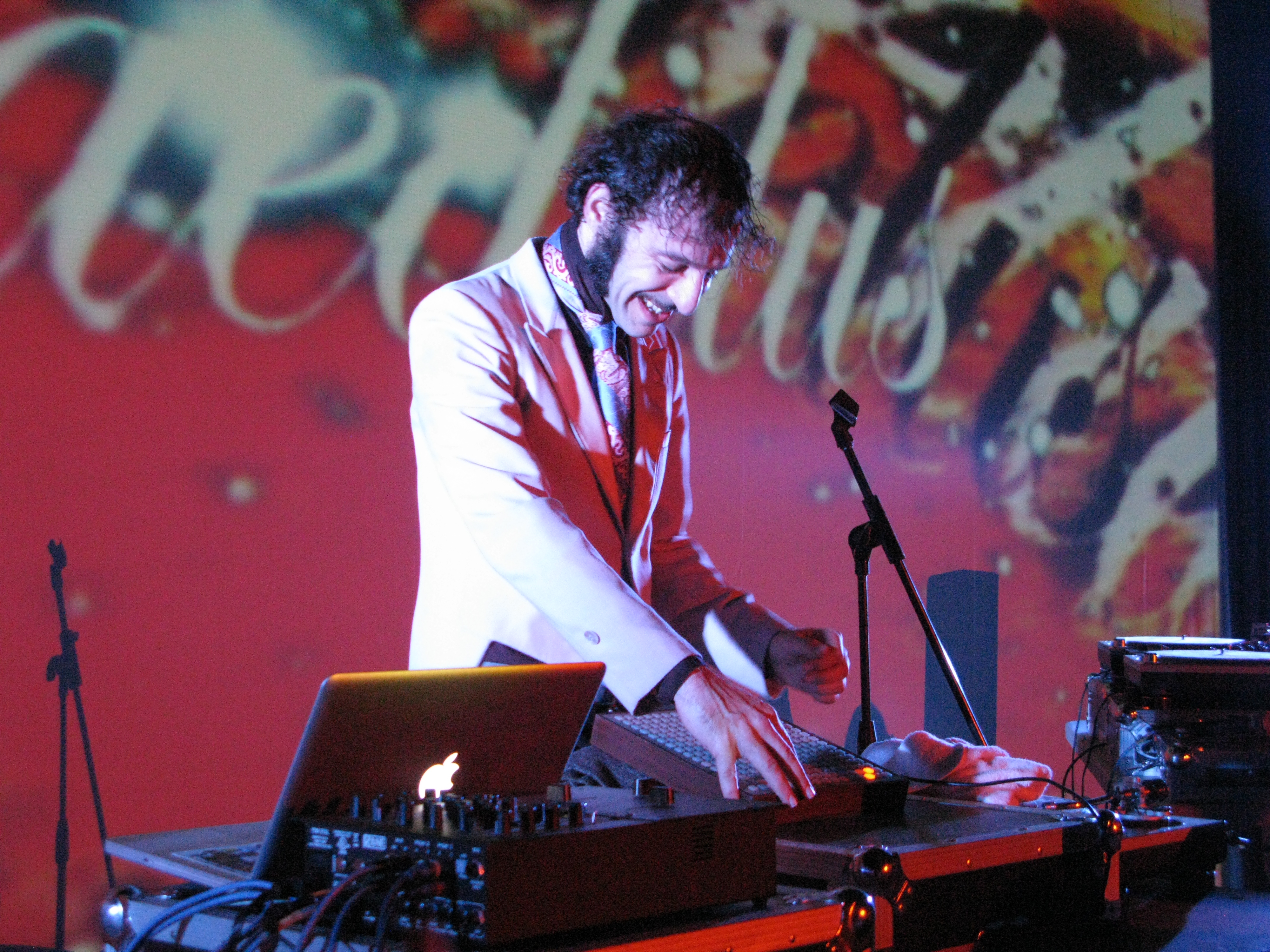
Daedelus написал саундтрек к игре

В процессе разработки, базовая концепция игры не изменилась, хотя многие элементы игрового процесса претерпели значительные изменения. Messhof старался не распространяться о Nidhogg и хотел, чтобы в итоге она пользовалась уважением, как представительница жанра файтинг, поэтому для него было крайне важно, чтобы игра была выпущена в доработанном виде и без ошибок. Сам Messhof, однако, не обладал достаточным опытом в разработке игр данного жанра. Он признался, что потратил очень много времени, чтобы суметь прочувствовать подобный игровой процесс, а сам игру создал так, чтобы, чтобы играть медленно, когда игрок находится в ожидании, что противник сделает ход первым, как это например реализовано в игре Bushido Blade . Messhof также потратил много времени на добавление боевых приёмов, например удар ногами или техника колеса телеги, чтобы улучшить атаки ближнего боя и обеспечить более зрелищный бой. Некоторые боевые техники, такие, как «удар пятой точкой» в стиле Йоши или каратэ-удар в стиле «Парня-каратиста» были исключены. Во время бета-тестирования, разработчик наблюдал за игроками и какие стратегии они принимали, чтобы затем прописать искусственный интеллект, способный дать отпор, прибегая к аналогичным стратегиям. Messhof рассматривал однопользовательский режим, как тренировку для сетевого режима, а онлайн-многопользовательскую тренировку, как тренировку для матчей между игроками. Разработчик заметил, что стремился создать самую увлекательную игру для совместной игры с друзьями.
Майк Роуз c сайта Gamasutra заметил, что Nidhogg стала эквивалентом выдуманной байки в индустрии видеоигр, появляясь время от времени на закрытых игровых шоу, но так долго скрывающаяся от публики. Игра выиграла несколько наград в течение года после своей первой демонстрации и также демонстрировалась среди узких кругов инди-разработчиков, например Hand Eye Society из Торонто и Juegos Rancheros. Игровая демоверсия игры была показана на чемпионате Evolution Championship Series в 2013 году с обновлениями из предыдущих демоверсий игры.
В июле 2014 года, Nidhogg использовалась в турнире Indie Showcase по файтингам в рамках мероприятия Evolution Championship Series. Messhof заметил, что её игровой процесс идеально подходил для общественных мероприятий. Выход Nidhogg состоялся 13 января 2014 года для платформы Microsoft Windows в магазине Steam. Данная версия включала режим онлайн-соревнований с участием до восьми человек. Версия для OS X была выпущена 19 мая 2014 года а игровых приставок PlayStation 4 и PlayStation Vita — 14 октября 2014 года. Их разработкой занималась Code Mystics. Управляемый персонаж Фенсер появился в качестве управляемого персонажа в инди-файтинге Divekick.

## Приём
| Сводный рейтинг    | Сводный рейтинг |
| Агрегатор          | Оценка          |
| ------------------ | --------------- |
| GameRankings       | 83,67 %         |
| Metacritic         | 81/100          |
| Иноязычные издания |                 |
| Издание            | Оценка          |
| Destructoid        | 90 %            |
| Edge               | 9/10            |
| Eurogamer          | 9/10            |
| Game Informer      | 7,5/10          |
| GameRevolution     | 70 %            |
| IGN                | 9/10            |
| Polygon            | 8/10            |
| VideoGamer         | 90 %            |

Nidhogg получил в основном положительные оценки у игровых критиков, средняя оценка на агрегаторе Metacritic составляет 81 балл из 100 возможных. Игра получила также награду за игровой дизайн от Indiecade в 2013 году и награду Nuovo на фестивале независимых игр 2011 года, где также была номинирована в категориях «превосходной в дизайн» и «Гран-при Шеймуса Макнелли» . Она также стала игрой месяца по версии IGN в январе 2014 года, а редакция Rock, Paper, Shotgun наградила игру своей первой статуэткой. Рецензенты хвалили Nidhogg за её игровой процесс  и проработанный баланс, однако сдержанно отозвались об однопользовательском режиме . Некоторые критики указали на технические проблемы, связанные с кодом сетевого многопользовательского режима, другие жаловались на то, что они столкнулись с проблемой при попытке соединения с другим игроком.
Брэндон Буайе заметил, что Nidhogg можно рассматривать, как важного участника «мультиплеерного ренессанса» наряду с такими играми, как TowerFall и Samurai Gunn. Редактор сайта Polygon сравнил игру с перетягиванием каната и которая ближе к национальной футбольной лиге, чем к Street Fighter. Он также похвалил игру за её оригинальность. Кайл Хиллиард с сайта Game Informer не считал, что пиксельная графика выделятся своей оригинальностью на фоне остальных инди-игр Он похвалил саундтрек, но выразил желание услышать больше разнообразных мелодий.
Квентин Смит с сайта Eurogamer похвалил баланс игры, заметив, что «каждый бой ощущается на одном дыхании и удерживает напряжение» и даже самые короткие сражения крайне впечатляют. Он описал игру как многопользовательский «театр» из-за того, какое впечатление она оказывает как на игроков, так и сторонних наблюдателей. Редактор Destructoid, подводя итоги обзора, заметил, что «Nidhogg — это по истине один из королей соревновательного игрового процесса, и он не нуждается не в каких исправлениях», а представитель GamesMaster назвал игру: «Особенным, захватывающим и важным дополнением к вашей коллекции игр для ПК. Лучшей игрой, для игры с друзьями или врагами». Алек Мир, критик Rock, Paper, Shotgun, описал игру как сочетание «точности и опрометчивости». Кеза Макдональд с сайта IGN назвала Nidhogg «самой захватывающей соревновательной игрой, в которую [она] сыграла за последние годы». Редакция Edge заметила, что Nidhogg достойна стоять на одном ряду с такими играми, как Street Fighter II, Super Smash Bros. и GoldenEye 007, вошедшими в историю игровой индустрии благодаря их соревновательному игровому процессу. Nidhogg послужила предметом вдохновения для создателей инди-игр TowerFall и Samurai Gunn. Шон Холлистер с сайта The Verge назвал Nidhogg «совершенной».
Летом 2018 года, благодаря уязвимости в защите Steam Web API, стало известно, что точное количество пользователей сервиса Steam, которые играли в игру хотя бы один раз, составляет 787 983 человека.

## Продолжение
В августе 2017 года Messhof выпустил сиквел под названием Nidhogg 2 для платформ macOS, PlayStation 4 и Windows . Игра сохраняет аналогичную игровую механику, однако предлагает усовершенствованную графику, лучшее разрешение, дополнительное окружение и десять новых арен для сражения. Также, если оригинальная игра предлагала довольно абстрактный стиль, то Nidhogg 2 наделена собственным художественным стилем, а его персонажи наделены чертами мультипликационных. Игра получила положительную критику со стороны игровых критиков со средней оценкой 80 баллов из 100 возможных. Критики рекомендовали Nidhogg 2 поклонникам Nidhogg и заметили, что при множестве улучшений, большем количестве контента и приятном сайндтреке, игра остаётся верной своей предшественнице.